# جورج ستيفانوبولس
جورج روبرت ستيفانوبولس (ولد 10 فبراير 1961) هو مقدم برامج أمريكي ومعلق سياسي ومستشار سابق للحزب الديمقراطي. يعمل ستيفانوبولس حاليًا مذيعًا رئيسيًا ومراسلًا صحفيًا سياسيًا لمحطة إيه بي سي نيوز، ومُقدم مشارك مع روبن روبيرتس ومايكل ستراهان في برنامج صباح الخير يا أميركا، ومضيف برنامج هذا الأسبوع ( ذيس ويك)، وهو برنامج صباح الأحد الإخباري الخاص بالأحداث الراهنة والذي يُعرض على قناة إيه بي سي.
قبل عمله الصحفي، كان ستيفانوبولس مستشارًا للحزب الديمقراطي. برز في وقتِ سابق مديرًا للاتصالات في حملة بيل كلينتون للانتخابات الرئاسية الأمريكية عام 1992 وأصبح بعد ذلك مدير اتصالات البيت الأبيض. أصبح لاحقًا كبير مستشاري السياسة العامة والاستراتيجيات قبل مغادرته في ديسمبر عام 1996.

## سيرته المهنية

### في السياسة

#### الانتخابات الرئاسية الأمريكية لعام 1988
في عام 1988، عمل ستيفانوبولس في حملة مايكل دوكاكيس لانتخابات الرئاسة الأمريكية عام 1988. أشار إلى أن أحد أسباب انجذابه لهذه الحملة هو أن دوكاكيس كان أميركيًا يونانيًا ليبراليًا من ماساتشوستس. بعد هذه الحملة أصبح ستيفانوبولس «ممثل التجمع» عن ديك جيفاردت، زعيم الأغلبية في مجلس النواب الأمريكي؛ شغل هذا المنصب لحين انضمامه إلى حملة كلينتون.

#### إدارة كلينتون
كان ستيفانوبولس، إلى جانب جيمس كارفيل، عضوًا بارزًا في حملة كلينتون لانتخابات الرئاسة الأمريكية لعام 1992. صُوّر دوره في الحملة في الفيلم الوثائقي غرفة الحرب (1993).
في بدايات رئاسة كلينتون، عمل ستيفانوبولس سكرتيرًا صحفيًا بحكم الأمر الواقع، مُقدمًا البيانات للصحافة بالرغم من كون دي دي مايرز السكرتير الصحفي الرسمي للبيت الأبيض.

#### محاولة عرقلة تحقيق الهيئة الرقابية
أفادت نيوزويك أن ستيفانوبولس قد حاول عرقلة تحقيق الوكالة التنظيمية، باعتراضه على شخصٍ مُعيّن فيها. في 25 فبراير 1994، عقد ستيفانوبولس وهارولد إيكز مؤتمرًا مع روجر ألتمان لمناقشة خيار شركة تراست للتسوية في تعيين المحامي الجمهوري جاي ستيفينس رئيسًا لتحقيق ماديسون غارانتي، الذي تحول لاحقًا إلى ما يُعرف بسجال وايت ووتر.
استقال ستيفانوبولس من إدارة كلينتون بعد وقت قصير من إعادة انتخاب كلينتون لعام 1996.
نُشرت مذكراته، بشريّ تمامًا: توعية سياسية (1999)، بعد مغادرته للبيت الأبيض خلال ولاية كلينتون الثانية. سريعًا، أصبح الكتاب الأول الأكثر مبيعًا في قائمة نيويورك تايمز لأكثر الكتب مبيعًا. في الكتاب، تحدث ستيفانوبولس عن اكتئابه وكيف تفشى الشرى في وجهه بسبب الضغط الناجم عن إيصال رسالة البيت الأبيض الخاصة بكلينتون. أشار كلينتون إلى الكتاب في سيرته الذاتية، حياتي، آسفًا لما تعرض له الموظف الشاب من ضغط مفرط في الماضي.
يتناول كتاب ستيفانوبولس وقته مع كلينتون من اليوم الذي التقاه في سبتمبر 1991، إلى اليوم الذي غادر فيه ستيفانوبولس البيت الأبيض في ديسمبر 1996، خلال حملتين رئاسيتين وأربع سنوات في البيت الأبيض. يصف ستيفانوبولس كلينتون في الكتاب بأنه «رجل معقد يستجيب إلى الضغوطات ومتاع الحياة العامة بطرقٍ أجدها رائعة ومروعة في آن واحد».

### الصحافة

#### إيه بي سي نيوز
بعد مغادرته البيت الأبيض في نهاية ولاية كلينتون الأولى، أصبح ستيفانوبولس محللًا سياسيًا لشبكة إيه بي سي نيوز، وعمل مراسلًا في برنامج ذيس ويك (هذا الأسبوع)، وهو برنامج صباح يوم الأحد في شبكة إيه بي سي خاص بالشؤون العامة؛ وأخبار العالم الليلة (وورلد نيوز تونايت)، وهو البث الإخباري المسائي؛ وصباح الخير يا أميركا، البرنامج الإخباري الصباحي؛ إلى جانب برامج خاصة متنوعة أخرى.

#### 2002 – 2009: برنامجهذا الأسبوععلى قناة إيه بي سي
في سبتمبر عام 2002، أصبح ستيفانوبولس مُضيفًا لبرنامج هذا الأسبوع، وعيّنته شبكة إيه بي سي الإخبارية رسميًا «مراسل واشنطن الرئيسي» في ديسمبر عام 2005. أُضيف اسم المُقدِّم الجديد إلى عنوان البرنامج.
حين عُيّن لهذا المنصب، كان ستيفانوبولس وافدًا جديدًا نسبيًا إلى البرنامج، متعديًا على أعضاء فريق البرنامج الذين عملوا فيه لوقت طويل وشريكَي التقديم سام دونالدسون وكوكي روبيرتس اللذان حلا لعدة سنوات محل المضيف الأصلي ديفيد برينكلي الذي قدم البرنامج لوقت طويل.
كان كاتب عمود الرأي والمذيع الإضافي لقناة إيه بي سي نيوز جورج ويل هو العضو الوحيد الباقي من فريق هذا الأسبوع الأصلي من أيام برينكلي، الذي شارك بشكل دائم في البرنامج الأسبوعي حتى عام 2013؛ سُحب دونالدسون وروبيرتس تدريجيًا وظهرا في البرنامج بشكل محدود جدًا. كان فريد زكريا عضو أسبوعي في الفريق خلال أول سنتين من استلام ستيفانوبولس، وسّع البرنامج بوجهات نظره في قضايا العالم والشرق الأوسط.